# Franz Nitschke
Franz Nitschke (* 6. Dezember 1808 in Alt-Heinrichau, Landkreis Münsterberg, Provinz Schlesien; † 23. April 1883 in Rengersdorf, Landkreis Glatz) war ein deutscher Theologe und ab 1840 Pfarrer von Rengersdorf. Von 1855 bis 1861 vertrat er den Wahlkreis Glatz – Habelschwerdt im Preußischen Landtag. Von 1881 bis 1883 war er Großdechant sowie Vikar der bis 1972 zum Erzbistum Prag gehörenden Grafschaft Glatz. 

## Leben
Franz Nitschke war der Sohn eines Erbrichters. Nach dem Besuch des Breslauer Matthias-Gymnasiums studierte er Katholische Theologie an der Universität Breslau. Am 12. Mai 1833 wurde er vom Breslauer Weihbischof Joseph Karl von Schuberth zum Priester geweiht. Danach wirkte er als Kaplan in Markt Bohrau im Landkreis Strehlen und Berzdorf bei Münsterberg sowie an der St.-Matthias-Kirche in Breslau. 1840 wurde Franz Nitschke Pfarrer in Rengersdorf. In dieser Position wirkte er auch als Kreisschulinspektor. Von 1855 bis 1861 vertrat er den Wahlkreis Glatz – Habelschwerdt im Preußischen Landtag.
Nach dem Tod des Großdechanten Franz Brand 1878 konnte wegen der Vorschriften des Kulturkampfs in Preußen ein Nachfolger durch den Prager Erzbischof Friedrich zu Schwarzenberg nicht bestimmt werden. Aus politischen Gründen wurde deshalb der Neuroder Pfarrer Ernst Hoffmann lediglich als Administrator eingesetzt. Erst 1881 stimmte die preußische Regierung nach weiteren Bestrebungen des Erzbischofs Schwarzenberg der Ernennung des Pfarrers Franz Nitschke zum Großdechanten und Vikar zu. Die Ernennung erfolgte am 31. Dezember 1881 durch den Prager Erzbischof. Auch Franz Nitschke hatte als Großdechant unter den Nachwirkungen des Kulturkampfs zu leiden. 
Nach einer Amtszeit von nur zwei Jahren starb er nach kurzer Krankheit am 23. April 1883 in Rengersdorf, wo er wenige Tage später im Wandelgang der Kirche beigesetzt wurde.